# Kazuyoshi Mikami
Kazuyoshi Mikami (Saitama, 29 augustus 1975) is een voormalig Japans voetballer.

## Carrière
Kazuyoshi Mikami speelde tussen 1998 en 2006 voor Vissel Kobe, Verdy Kawasaki, JEF United Ichihara, Yokohama F. Marinos, Oita Trinita en Omiya Ardija.